# Битва при Ноле (214 до н. э.)
Битва при Ноле — сражение Второй Пунической войны между карфагенской армией Ганнибала и римской армией под командованием Марка Клавдия Марцелла. Это была третья попытка Ганнибала взять город. Марцелл вновь успешно предотвратил захват города.